# ОШ „Свети Сава” Топоница
ОШ „Свети Сава” Топоница, насељеном месту на територији општине Кнић, основана је 1919. године.
Данас ова школа обухвата матичну школу у Топоници, два издвојена одељења осморазредних школа у Барама и Забојници као и седам четвороразредних одељења у Борчу, Бечевици, Коњуши, Гривцу, Љуљацима, Брњици и Дубрави. Нова школска зграда у Топоници изграђена је 1963. године. 